# Promiennik
Promiennik – techniczne źródło promieniowania wysyłające promieniowanie podczerwone (promiennik podczerwieni) lub promieniowanie nadfioletowe (promiennik nadfioletu). Wytwarzaniu pożądanego promieniowania może towarzyszyć emisja światła widzialnego. 
Promienniki podczerwieni stosowane są jako źródło ciepła głównie w wysokich pomieszczeniach z uwagi na bezpośrednie ogrzewanie ciał przez promieniowanie podczerwone (a nie przez powietrze, które dopiero wtórnie jest ogrzewane przez ogrzane ciała), dzięki czemu ciepło ukierunkowane jest do dolnej części wysokiego obiektu. Systemy grzewcze oparte na promiennikach charakteryzują się małą bezwładnością, szczególnie w przypadku wykorzystania promienników gazowych i elektrycznych.
Urządzenia te mogą być zasilane energią elektryczną lub LPG. Promienniki gazowe dzielą się natomiast na ceramiczne (tzw. jasne) oraz rurowe (tzw. ciemne lub o niskiej intensywności).

## Budowa promiennika
Promienniki elektryczne posiadają najczęściej element grzejny z aluminiowymi zwierciadłami. Są one zazwyczaj podwieszane bezpośrednio pod sufitem lub opuszczane na linkach.
Gazowy promiennik rurowy wyposażony jest w rurę promieniującą ciepło. Odpowiedni sterownik umożliwia wytworzenie optymalnej mieszanki gazu z powietrzem i podtrzymanie płomienia ogrzewającego od wewnątrz rurę promieniującą.
Gazowe promienniki ceramiczne są urządzeniami grzejnymi z otwartą komorą spalania, w których powietrze pobierane jest z pomieszczenia ogrzewanego, a spaliny są do niego odprowadzane. Z tego też powodu promienniki tego typu należy stosować w obiektach o stosunkowo dużej kubaturze i odpowiednio dużej wymianie powietrza. Promienniki instaluje się bezpośrednio do kołnierza butli za pomocą specjalnego uchwytu. Najczęściej posiadają zawór termoelektromagnetyczny pełniący funkcję zabezpieczenia przeciwwypływowego.

## Zastosowanie
Promienniki stosuje się głównie:
- przy ogrzewaniu obiektów o znacznej wysokości i kubaturze;
- przy ogrzewaniu miejscowym, np. wybranych obszarów danego pomieszczenia;
- przy nieciągłym systemie pracy (np. produkcji okresowej);
- w okresach niepełnego zapotrzebowania na moc cieplną (np. jesienią);
- przy ruchomej lokalizacji stanowisk pracy.

Ogrzewanie wybranych stref obiektu, możliwe jest ograniczenie kosztów paliwa w stosunku do tradycyjnych systemów grzewczych od 30 do 50%. Gazowe promienniki podczerwieni to najtrwalsze i najtańsze w eksploatacji urządzenia specjalistyczne do ogrzewania hal, których zasada działania oparta jest na bezpośrednim przenoszeniu ciepła przez promieniowanie podczerwone.